# G.I. Joe (quadrinhos)
G.I. Joe foram diversos títulos de histórias em quadrinhos publicados desde 1942. Em 1964,foi lançada uma linha de action figures de mesmo nome da Hasbro, em 1967, ganhou a primeira adaptação de quadrinhos, em 1982, foi lançada a coleção A Real American Hero, que teve quadrinhos publicados pela Marvel Comics até 1994, a franquia teve ainda quadrinhos publicados pela Dark Horse Comics, Devil's Due Publishing e atualmente é publicada pela IDW Publishing, que em 2016, começou a publicar um universo compartilhado com outras franquias da Hasbro: Action Man (que inicialmente era a franquia no Reino Unido), Transformers, Rom,Micronauts, Visionaries: Knights of the Magical Light e M.A.S.K., algo que também será feito nos cinemas pela Paramount Pictures

## No Brasil
A franquia foi lançada no país em 1977 pela Estrela com o boneco Falcon, que teve quadrinhos publicados pela Editora Três, as histórias foram todas produzidas no país. posteriormente, a mesma Estrela publicou a coleção A Real American Hero com o nome Comandos em Ação, com isso, as editoras Globo e Abril publicaram os quadrinhos produzidos pela Marvel.